# كسلان (مسلسل تلفزيوني)
كسلان هو برنامج رسوم متحركة إماراتي من تم عرضه على قناة ماجد للأطفال قي بعام 2015، وهو كرتون موجه للأطفال ما بين السادسة حتى الثانية عشر. تدور أحداثه حول طفل إماراتي عمره 12 عامًا، لدى كسلان العديد من الأفكار والمشاريع التي غالبًا ما يفشل في تحقيقها بسبب كسله وقلة تركيزه وشعوره بالملل سريعًا ورغم ذلك يحب الرياضة بجميع أنواعها.
الأنيمشين بالمسلسل تم بواسطة أستوديوهات Mondo TV الإيطالي.[بحاجة لمصدر]

## ماجد علىالتلفزيون
عُرض على قناة واحدة ألا وهي قناة ماجد لكن حصل على نسبة مشاهد كبيرة بسبب القناة.